# (79241) Fulviobressan
(79241) Fulviobressan est un astéroïde de la ceinture principale.

## Description
(79241) Fulviobressan est un astéroïde de la ceinture principale. Il fut découvert le 26 août 1994 à Farra d'Isonzo par l'observatoire astronomique de Farra d'Isonzo. Il présente une orbite caractérisée par un demi-grand axe de 2,38 UA, une excentricité de 0,13 et une inclinaison de 4,0° par rapport à l'écliptique.

## Compléments